# ナズリ・ナシル
ナズリ・ナシル（Nazri Nasir、1971年1月17日 - ）は、シンガポールの元サッカー選手、現サッカー指導者。元シンガポール代表主将。ポジションは守備的ミッドフィールダーまたはセンターバック。
戦う事も出来、よく走り、強力なタックルを持つ選手として知られた他、シンガポールの主将として挑んだ1998 タイガーカップでは同国に初めての優勝を齎した。

## クラブ歴
1988年にシンガポールサッカー協会プレミアリーグに所属するジュロン・タウンFCでサッカー選手となった。1988年と1989年にはプレジデンツ・カップを制覇している。1990年にはラフィ・アリ、サニザル・ジャミルと共に、チェコスロバキアのFCニトラに二ヶ月のトレーニングを受けに行っている.。FCニトラからのプロ契約の打診があったもののこれを断り、1991年にバレスティア・ユナイテッドFCと年俸1万シンガポール・ドルの二年契約をした。その後、シンガポール警察サッカー部へ移籍。
1994年2月には、シンガポールFAと2年の契約を結んだ。これによって、マレーシア・スーパーリーグへの参戦とマレーシアカップへの参加を経験する事となった。同チームがマレーシアから追放され、1995年の東南アジア競技大会がシンガポールで開かれる事となると、シンガポールサッカー協会は同チームのプレミアリーグへの移籍及びSリーグの創設を決定した。この年はプレミアリーグで優勝を果たしている。
Sリーグが開幕した1996年はセンバワン・レンジャーズFCに所属した。その翌年からはシンガポール・アームド・フォーシズFCに移籍し、1997年、1998年、2000年に同チームでリーグ優勝を果たした。2002年にはタンピネス・ローバースFCに移籍し、センターバックとして活躍、2004年と2005年にリーグ優勝をした。37歳となった2008年、タンピネス・ローバースFCで現役を引退した。

## 代表歴
代表デビューは1990年9月13日に行われたマレーシア代表戦であった。
1992年11月19日にはパン・アイランド高速道路で乗っていたバイクで事故に遭い、背骨と右の鎖骨が粉砕された。5週間のリハビリの後に復帰したものの、1993年2月に行われたムルデカ大会1993には出場出来なかった。
1997年にはシンガポール代表の主将となり、1998 タイガーカップでは主将として同国を初優勝に導いた。
2007年6月にはFIFAセンチュリークラブの一員となった。

## 監督歴
選手として引退した後には、現役を引退したタンピネス・ローバースFCで総支配人を務めた。その後は、シンガポール国立フットボールアカデミーのU-15監督を務め、2012年と2013年のライオン・シティ・カップに監督として参戦した。
2013年12月16日には、シンガポール・ライオンズXIIのアシスタントコーチに就任した。同チームではシンガポールFAでのチームメイトであったファンディ・アマドの下で任務を全うしている。

## 個人
彼の父親は1993年12月に69歳で亡くなっている。母親については、自身が8歳の時に喘息を発症し、成績も芳しくなかったにも関わらず、サッカーのサポートをしてくれたと云う。兄弟が6人、姉妹が4人いる。兄のナズリ・アミンも元シンガポール代表のディフェンダーで現在サッカー指導者となっている。
センバワン小学校を卒業し、シ・リン中学校を卒業した。その後工芸教育学院で学位を取得した。
1994年11月27日には客室乗務員と結婚した。息子が二人おり、彼らは国立フットボールアカデミーにセンターバックとして在籍している。娘は2004年10月に生まれた。
また、トッテナム・ホットスパーFCのファンである 。

## タイトル

### クラブ
ジュロン・タウンFC
- プレジデンツ・カップ: 1988, 1989

シンガポールFA
- マレーシア・スーパーリーグ: 1994
- マレーシアカップ: 1994

シンガポール・アームド・フォーシズFC
- Sリーグ: 1997, 1998, 2000
- シンガポール・カップ: 1997, 1999

タンピネス・ローバースFC
- Sリーグ: 2004, 2005
- シンガポール・カップ: 2002, 2004, 2006

### 代表
シンガポール
- 東南アジアサッカー選手権: 1998

### 個人
- Sリーグ市民選出賞: 2004